# Krkonošský národní park
Krkonošský národní park (KRNAP) je národní park v Česku. Vyhlášen byl v roce 1963 a je tak nejstarším českým národním parkem. Jeho rozloha činí 364 km². Chráněné území zahrnuje pohoří Krkonoše v severní části Čech. Z velké části leží na severozápadu okresu Trutnov, ale zasahuje také do okresu Semily a Jablonec nad Nisou. Severní hranice parku je vedena po státní hranici, která ho současně odděluje od polského Krkonošského národního parku (Karkonoski Park Narodowy). Hranice ochranného pásma dále pokračuje od Žacléře a pak po ose silnice I/14 k Mladým Bukům, Rudníku, Vrchlabí, Jilemnici, Vysokému nad Jizerou a ke Kořenovu.

## Historie
První kroky k ochraně přírody v Krkonoších byly učiněny již v roce 1952, kdy byly vyhlášeny státní přírodní rezervace, mezi něž patřily například Kotelní jámy, Pančavská louka a Labský důl. Dohled nad těmito územími vykonávali konzervátoři ochrany přírody podřízeni Krajskému národnímu výboru v Hradci Králové, mezi nimiž byli významní ochránci přírody jako Zdeněk Pilous, Jindřich Ambrož a Josef Šourek. Jejich úkolem bylo nejen monitorovat stav chráněných oblastí, ale také upozorňovat na nevhodné zásahy do krajiny a prosazovat odpovídající ochranná opatření.
Ochránci přírody museli čelit různým výzvám, včetně tlaku na intenzivní turistiku a hospodářské využívání krajiny. Základem pro budoucí správu parku byla nejen odborná znalost, ale i praktická zkušenost konzervátorů, kteří již v předchozích letech pracovali na ochraně klíčových lokalit. Díky jejich úsilí bylo možné vytvořit ucelený systém ochrany, který měl zajistit zachování jedinečné přírody Krkonoš pro budoucí generace.
Postupem času sílila potřeba komplexnějšího přístupu k ochraně Krkonoš, což vedlo k přípravě a následnému vyhlášení Krkonošského národního parku (KRNAP). 
Krkonošský národní park byl vyhlášen vládním nařízením č. 41/1963 z 17. května 1963, které vešlo v účinnost 10. června 1963. Stalo se tak čtyři roky po polském Krkonošském národním parku (Karkonoski Park Narodowy), který byl založen 16. ledna 1959. Roku 1986 byl národní park rozšířen o ochranné pásmo nařízením vlády č. 58/1986 Sb. Nařízením vlády č. 165/1991 Sb. byl znovu vyhlášen statut Krkonošského národního parku: „Posláním národního parku je uchování a zlepšení jeho přírodního prostředí, zejména ochrana či obnova samořídících funkcí přírodních systémů, přísná ochrana volně žijících živočichů a planě rostoucích rostlin, zachování typického vzhledu krajiny, naplňování vědeckých a výchovných cílů, jakož i využití území národního parku k ekologicky únosné turistice a rekreaci nezhoršující životní prostředí.“ Posledním legislativním znovuvyhlášením Krkonošského národního parku byl zákon č. 123/2017 Sb., kterým se mění zákon č. 114/1992 Sb., o ochraně přírody a krajiny (KRNAP se vyhlašuje § 15b).

Vývoj loga
Nejstarší podoba loga (do 2008)
Logo používané do roku 2013
Současné logo

## Zonace parku
Do 30. 6. 2020 bylo území národního parku rozděleno do tří zón ochrany - přísné přírodní (1. zóna), řízené přírodní (2. zóna) a okrajové (3. zóna). V 1. zóně národního parku platil zákaz vstupu mimo značené cesty. Ve 2. a 3. zóně se mohli návštěvníci pohybovat pěšky volně i po loukách a lesích (v lesích však platí obecný zákaz pohybu na lyžích mimo cesty podle lesního zákona.). 
Od 1. 7. 2020 je území KRNAP rozděleno na čtyři zóny péče, jde o:
- zónu přírodní (A) - celková rozloha 7 327,6 ha, tj. 20,2 % území KRNAP,
- zónu přírodě blízkou (B) - celková rozloha 8 106,8 ha, tj. 22,3 % území KRNAP,
- zónu soustředěné péče o přírodu (C) - celková rozloha 20 702,3 ha, tj. 57,0 % území KRNAP,
- zónu kulturní krajiny (D) - celková rozloha 183,7 ha, tj. 0,5 % území KRNAP.[3]

Zonace péče (managementová) nemá vliv na pohyb osob na území národního parku. Pohyb osob nově usměrňují tzv. klidová území. V současné době jich je vyhlášeno osm. Tam, kde jsou klidová území vyznačena, je možné pohybovat se pouze po značených cestách. Klidová území zahrnují 22,2 % území KRNAP a většinou kopírují hranice původní 1. zóny ochrany.
Původní území národního parku bylo v roce 1991 zmenšeno z 385 km² na současných 363,27 km². Hranice KRNAP se posunuly více do hor a z KRNAP byla vyjmuta zastavěná území většiny obcí, která byla přeřazena do ochranného pásma, v němž je ochrana na podobné úrovni jako v chráněné krajinné oblasti. Roku 1992 byly oba národní parky na české i polské straně společně zařazeny do sítě biosférických rezervací UNESCO. Na území KRNAP se nacházejí rašeliniště, zařazená do seznamu světově významných mokřadů podle Ramsarské úmluvy. KRNAP i jeho polský protějšek, Krkonošský národní park (Karkonoski Park Narodowy), jsou certifikovaným přeshraničním parkem v programu celoevropské asociace Federace EUROPARC. Správa KRNAP je rovněž členem další mezinárodní organizace EuroSite a spoluzakladatelem volného sdružení chráněných území na Labi ElbeParks.
Krkonošský národní park je klasifikován v kategorizaci IUCN jako Protected Landscape, tedy kategorie V. Nesplňuje mezinárodní kritéria pro národní park (IUCN II).
Péči o park a administrativní zajištění činností obstarává Správa Krkonošského národního parku sídlící ve Vrchlabí.

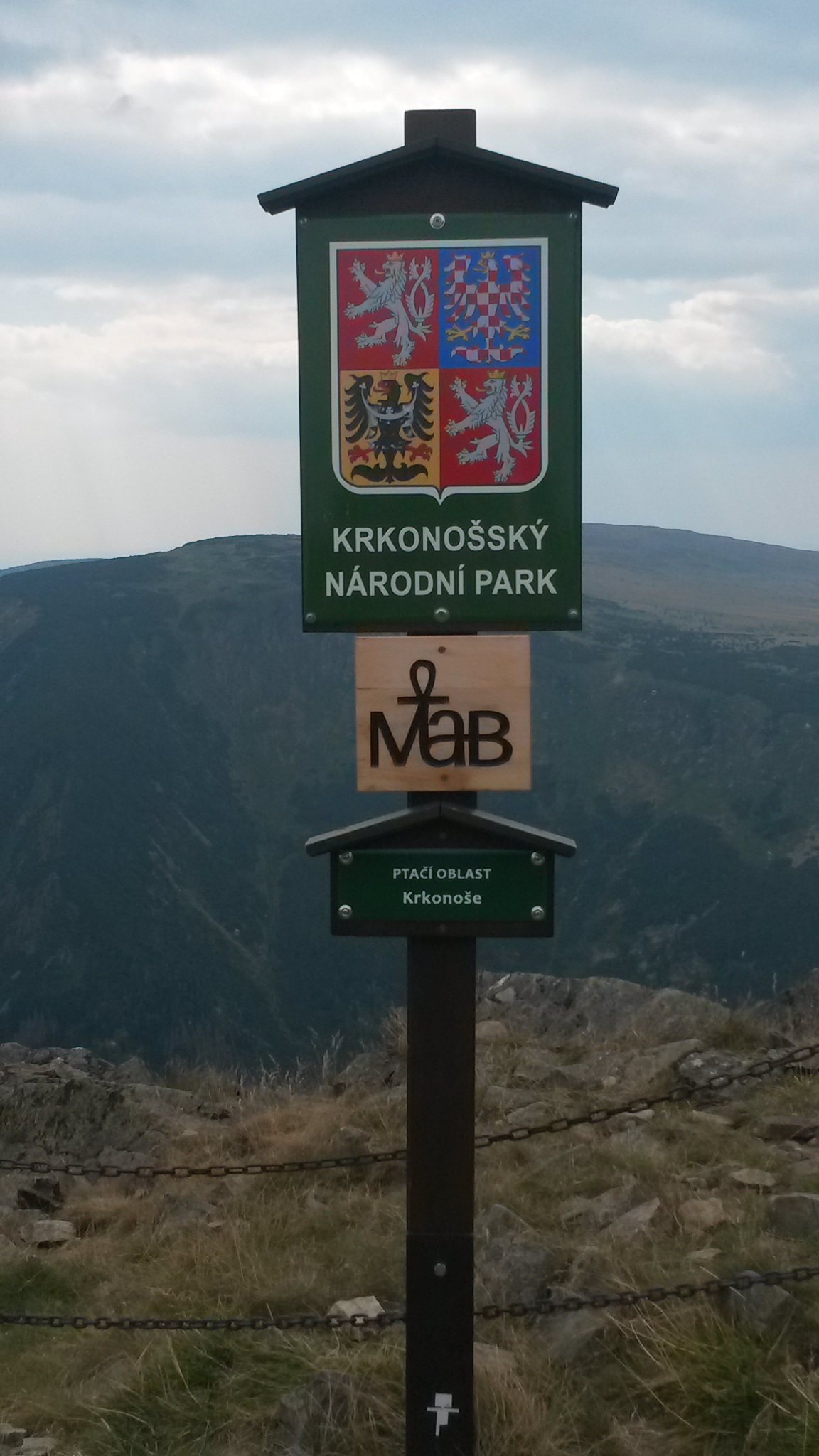
Informační cedule o vstupu do KRNAPu na Sněžce

## Příroda
Příroda Krkonoš je velmi rozmanitá – geologické podloží, jeho dynamický vývoj v minulosti, ovlivnění chladným klimatem a následné oteplení mělo za následek vznik rozmanitých biotopů a zachování pro naši přírodu vzácných druhů jak rostlin, tak živočichů. Vyskytuje se zde asi 300 druhů obratlovců a přes 1200 druhů cévnatých rostlin a několikanásobně více výtrusných rostlin (jako mechy, hlenky, kapradiny, lišejníky). V krkonošské přírodě se vyskytuje několik endemitů.

### Geomorfologické poměry
Krkonošský národní park leží převážně v geomorfologickém celku Krkonoše v Krkonošsko-jesenické soustavě. Nejvyšším bodem parku (a zároveň i České republiky) je Sněžka s 1603 metry nad mořem. Dělí se na Vrchlabskou vrchovinu a Krkonošské rozsochy na jihu, a Krkonošské hřbety při severní hranici. Jsou zde patrny vlivy posledního zalednění – kary, nivační kary, morény, tory, kamenná moře a další relikty. Ve východní části parku v okolí Albeřic se vyskytují také krasové jevy – Albeřické lomy.

### Geologické poměry

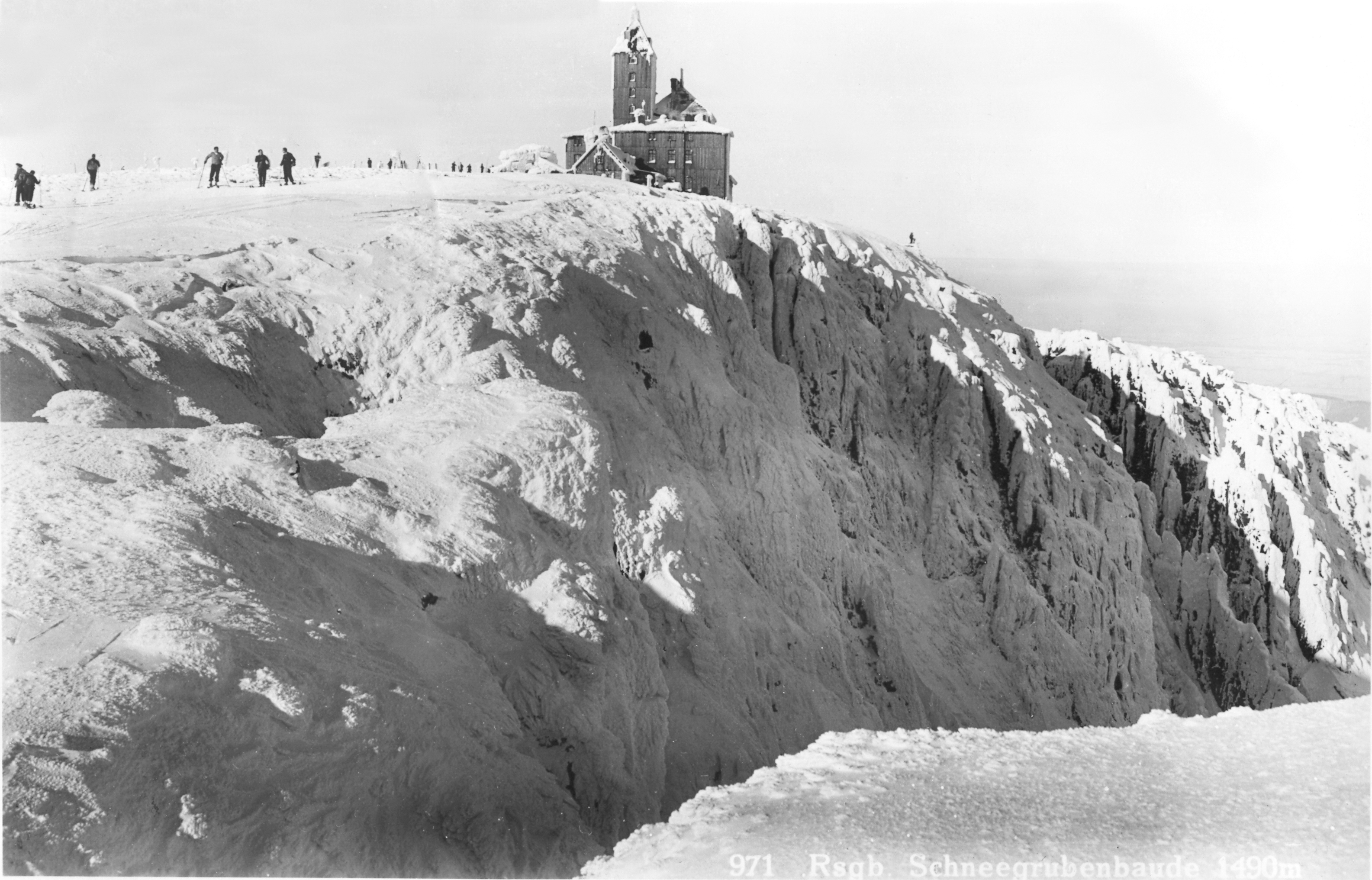
Sněžné jámy v roce 1938

Geologické podloží krkonošské oblasti je velmi pestré, většina území spadá do oblasti tzv. krkonošsko-jizerského krystalinika, jehož významná část krkonošsko-jizerský pluton, který je taky tvořený granitoidy, zasahuje na území národního parku. Tvoří hlavní hřbet od Mrtvého vrchu (1060 m) až k západnímu úpatí Sněžky (1603 m). V kontaktním dvoře, který se táhne od Hvězdy (959 m), přes Čertovu horu (1210 m) ke Svorové hoře (1411 m), jsou šedé svory až fylity. Východní část je pak tvořena krkonošskými rulami a fylity, západní část je tvořena fylity ponikelské skupiny. Okrajově do oblasti Krkonošského národního parku zasahuje podkrkonošská pánev, kde jsou uloženy sedimentární horniny stáří karbonu až permu.

### Klima
Pro horské oblasti ve střední Evropě je typické výrazné střídání ročních období a vliv Atlantského oceánu, což má za následek velmi proměnlivé počasí. Pro mikroklimatické podmínky je zásadní orientace svahů vůči slunečnímu svitu a proudění větrů – to jsou faktory, které ovlivňují rostliny, které na těchto místech rostou. V horských oblastech Krkonoš je v zimních a podzimních měsících častá teplotní inverze, která může trvat i několik týdnů. Průměrná roční teplota se pohybuje mezi 0,2 °C na Sněžce, v nižších polohách jsou průměrné roční teploty vyšší (např. Dolní Malá Úpa 3,9 °C, Bedřichov 4,7 °C) a nejteplejším měsícem je červenec a nejstudenějším leden. Sněhová pokrývka na vrcholcích hor se udrží až 180 dní.

### Flóra a vegetační stupně
Hranice alpínského lesa se pohybuje v nadmořské výšce 1250 až 1350 m. Ve vysokých polohách se nachází několik druhů, které jsou glaciálními relikty (tzn. rostliny, které tu přežily od posledního zalednění). Jsou to např. všivec krkonošský, lomikámen sněžný, ostružiník moruška, rašeliník Lindbergův aj.
V Krkonoších se vyskytují následující vegetační stupně:
submontánní (400–800 m n. m.)V submontánním stupni původně převažovaly listnaté až smíšené lesy se zastoupením buku lesního, javoru klen, jeřábem ptačím, olší šedou a na polské straně i modřínem opadavým. Tyto stromy byly vykáceny a byla zde uměle vysázena smrková monokultura. V podrostu se vyskytují chráněné rostliny jako kyčelnice cibulkonosná a devítilistá, sasanka pryskyřníkovitá a hajní, česnek medvědí, lilie zlatohlavá.
montánní (800–1200 m n. m.)V montánním stupni převažují smrkové porosty (původní i uměle vysázené), tmavé lesy jsou vhodným prostředím pro růst kapradin (kapraď samec, žebrovice různolistá, papratka horská). Od 18. století tu jsou bezlesé horské louky, kde jsou hojně zastoupeny vzácné druhy rostlin jako např. zvonek český, violka žlutá sudetská, prha arnika, devětsil bílý, prasetník jednoúborný a několik zástupců čeledi vstavačovitých.
subalpínský (1200–1450 m n. m.)V subalpínském stupni jsou nejcennější biotopy Krkonoš – smilkové louky, severská rašeliniště a porosty kleče s výskytem reliktních rostlin. V bylinném patru jsou zastoupeny smilka tuhá, třtina chloupkatá, brusnicovité rostliny, šicha oboupohlavná aj.
alpínský (1450–1603 m n. m.)Nejvyšší polohy tvoří alpínský stupeň. Druhově nejbohatší jsou strmé skalní svahy a jámy (známé jako tzv. krkonošské botanické zahrádky). Na svazích karů se vyskytuje např. oměj šalamounek a oměj pestrý, mléčivec alpský, havez česnáčková a různé druhy kapraďorostů. V okolí pramenišť roste pažitka pobřežní horská, prvosenka nejmenší, lepnice alpská, kropenáč vytrvalý. Z dřevin, které ale dosahují nízkého vzrůstu kvůli tvrdým podmínkám, jsou zastoupeny druhy jako vrba slezská, bříza karpatská, střemcha obecná skalní, jeřáb sudetský a borovice kleč.

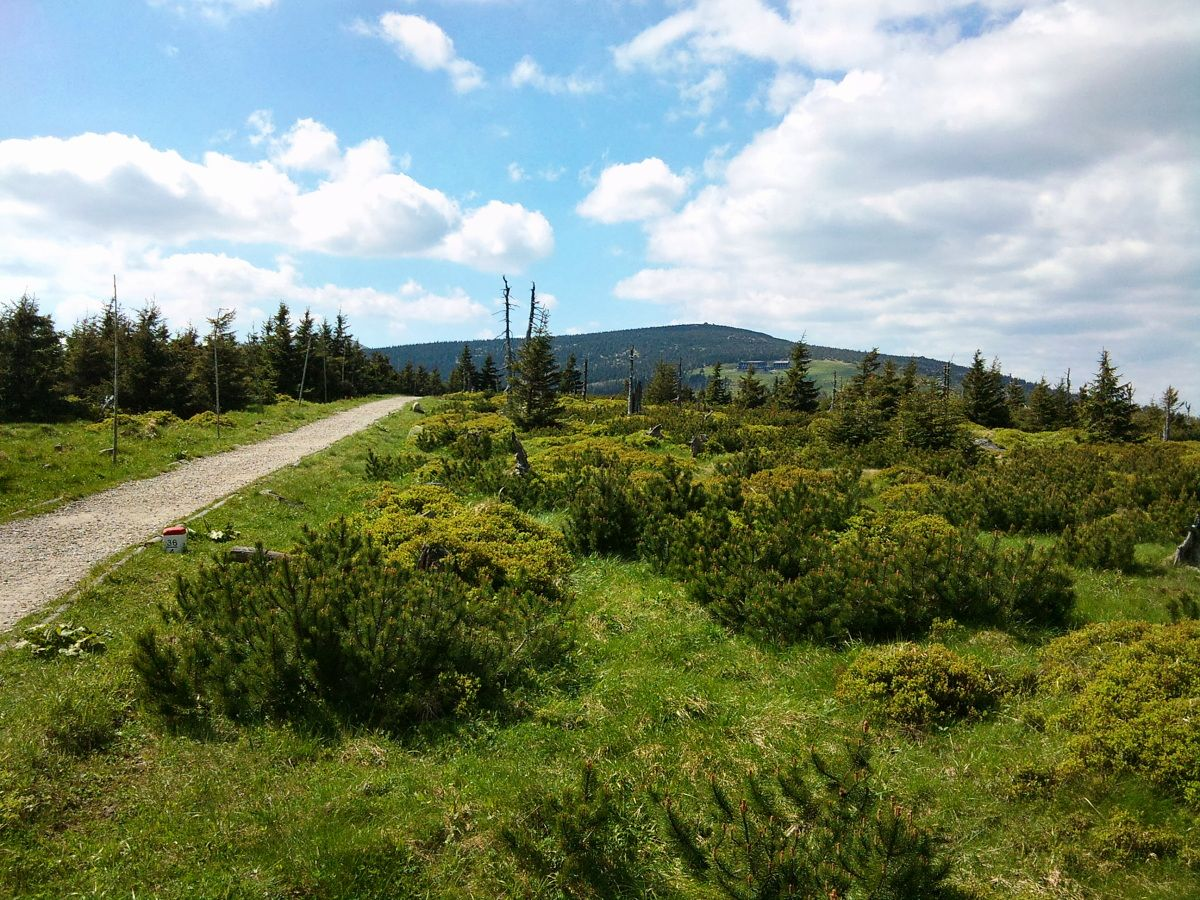
Porosty kleče se zastoupením smrku v okolí Čihadla
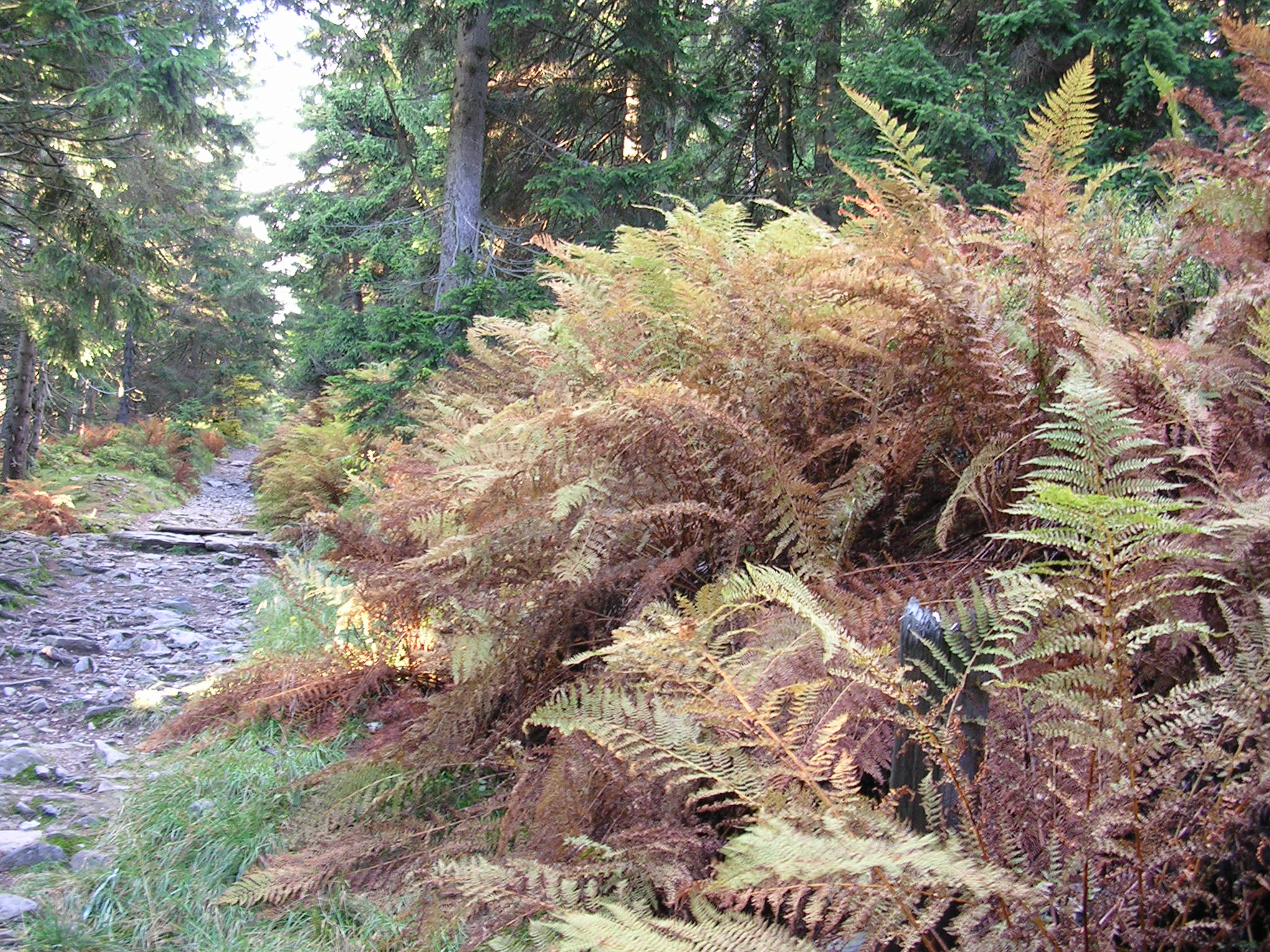
Kapradiny ve smrkovém porostu
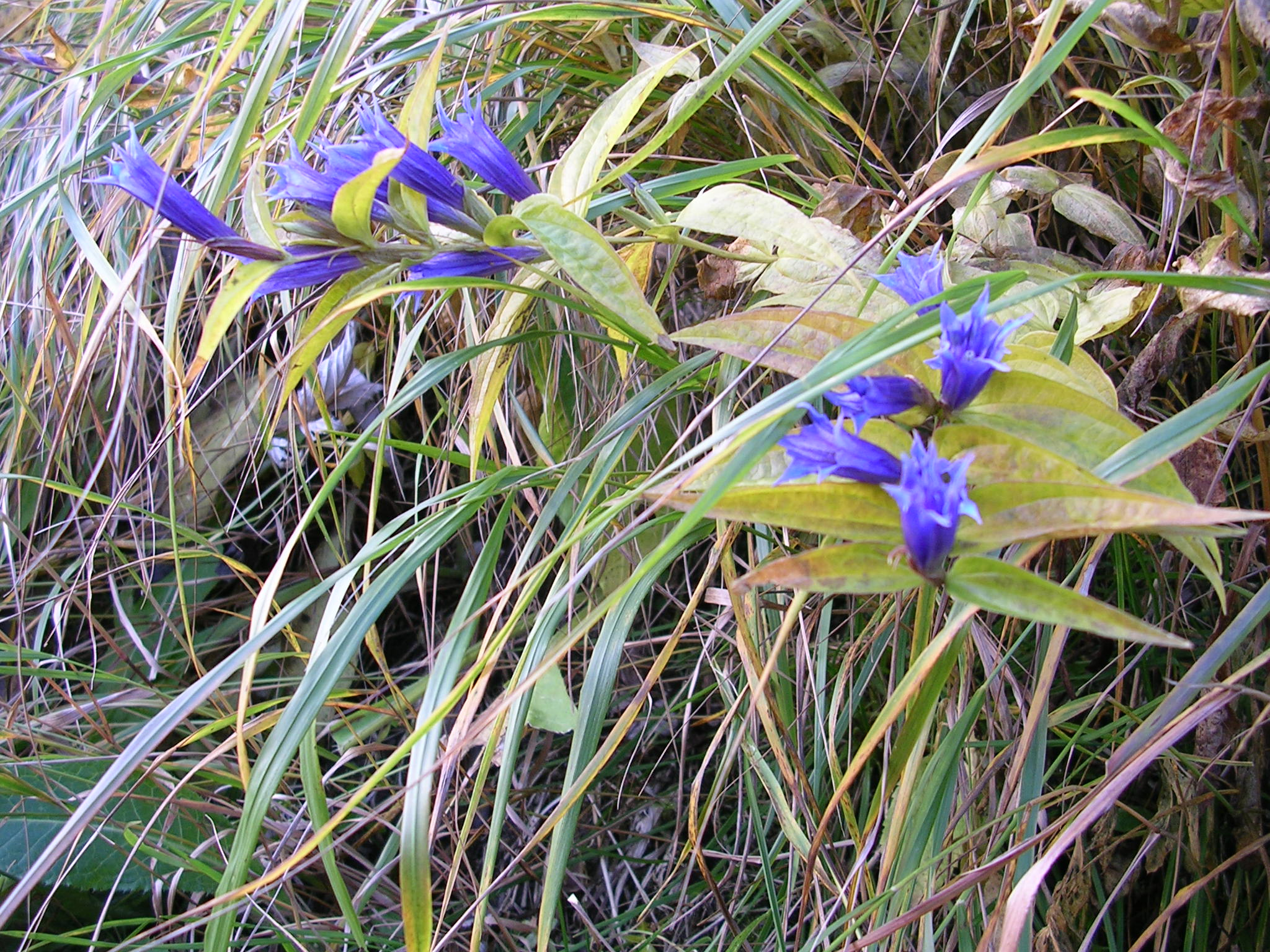
Hořce u Labské boudy
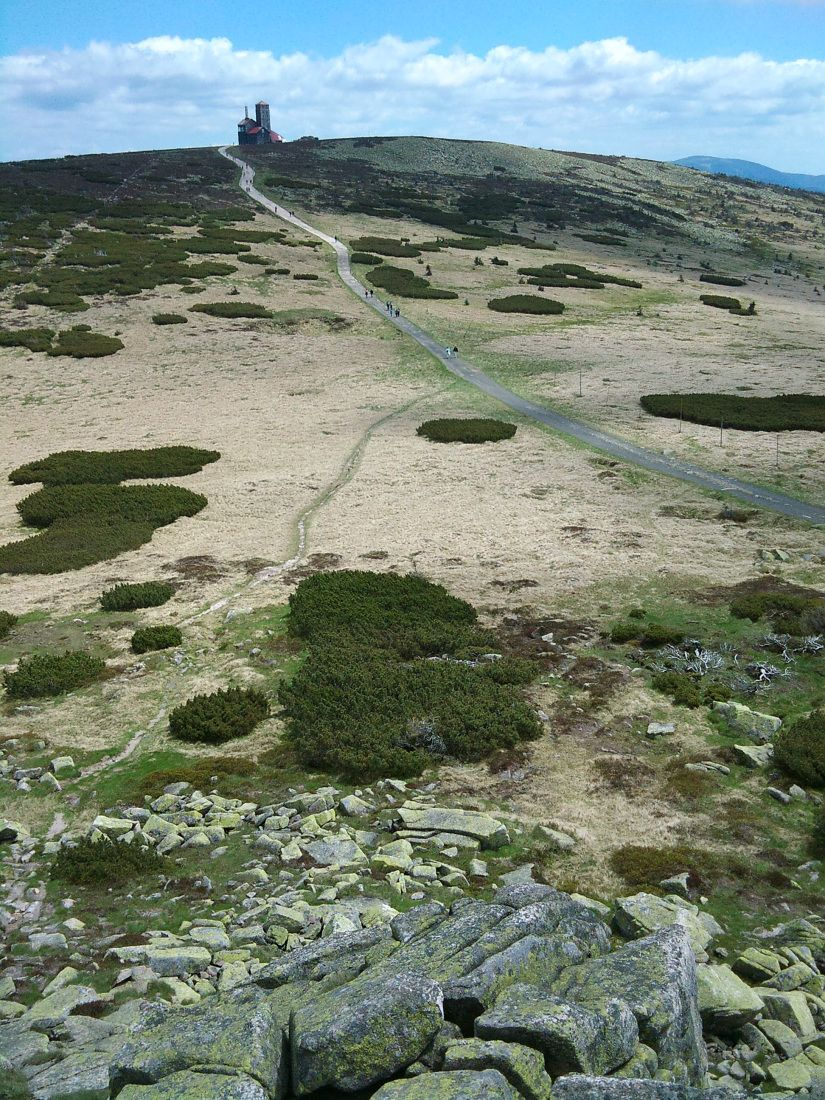
Ostrůvky kleče z Violíku
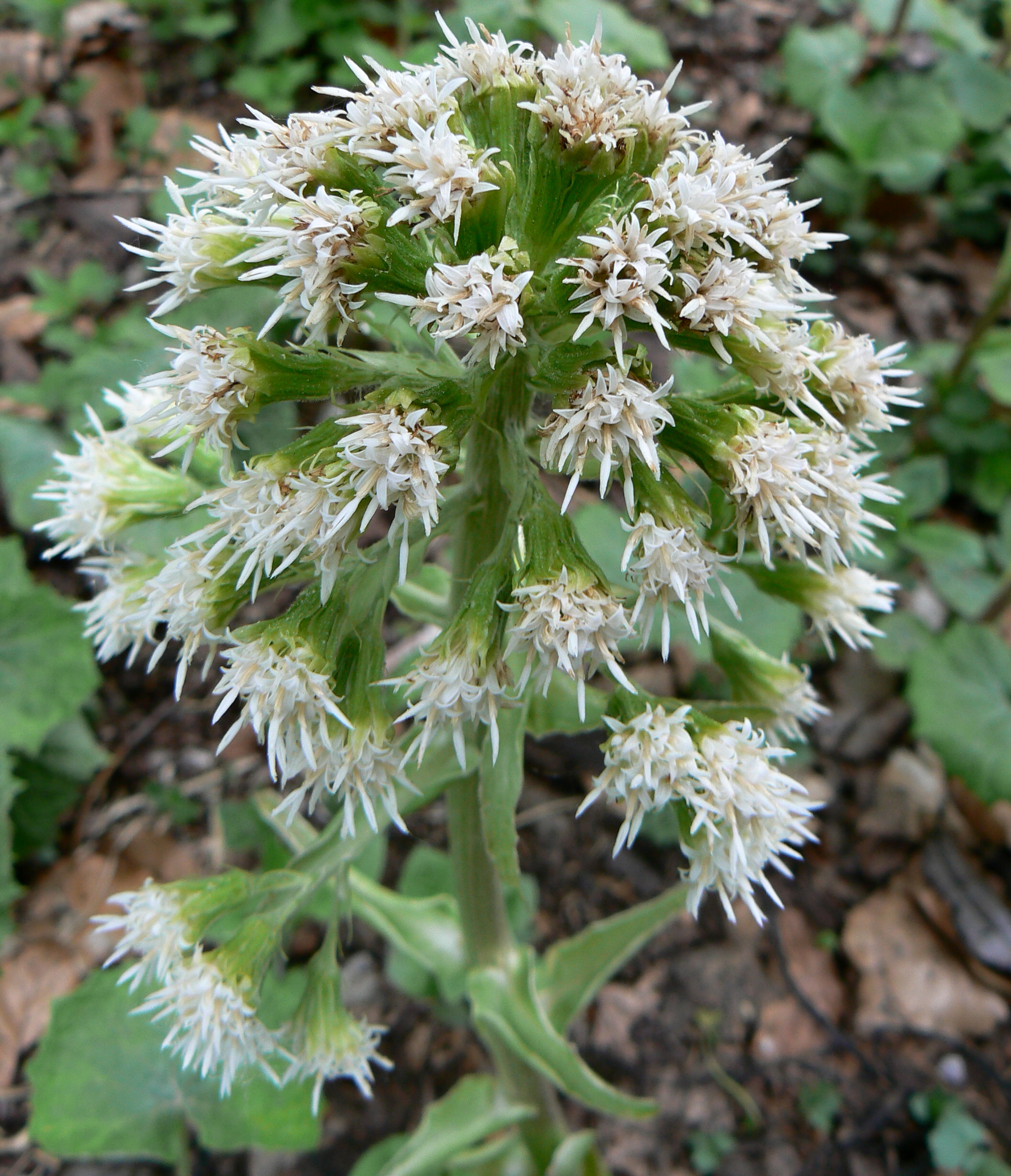
Devětsil bílý
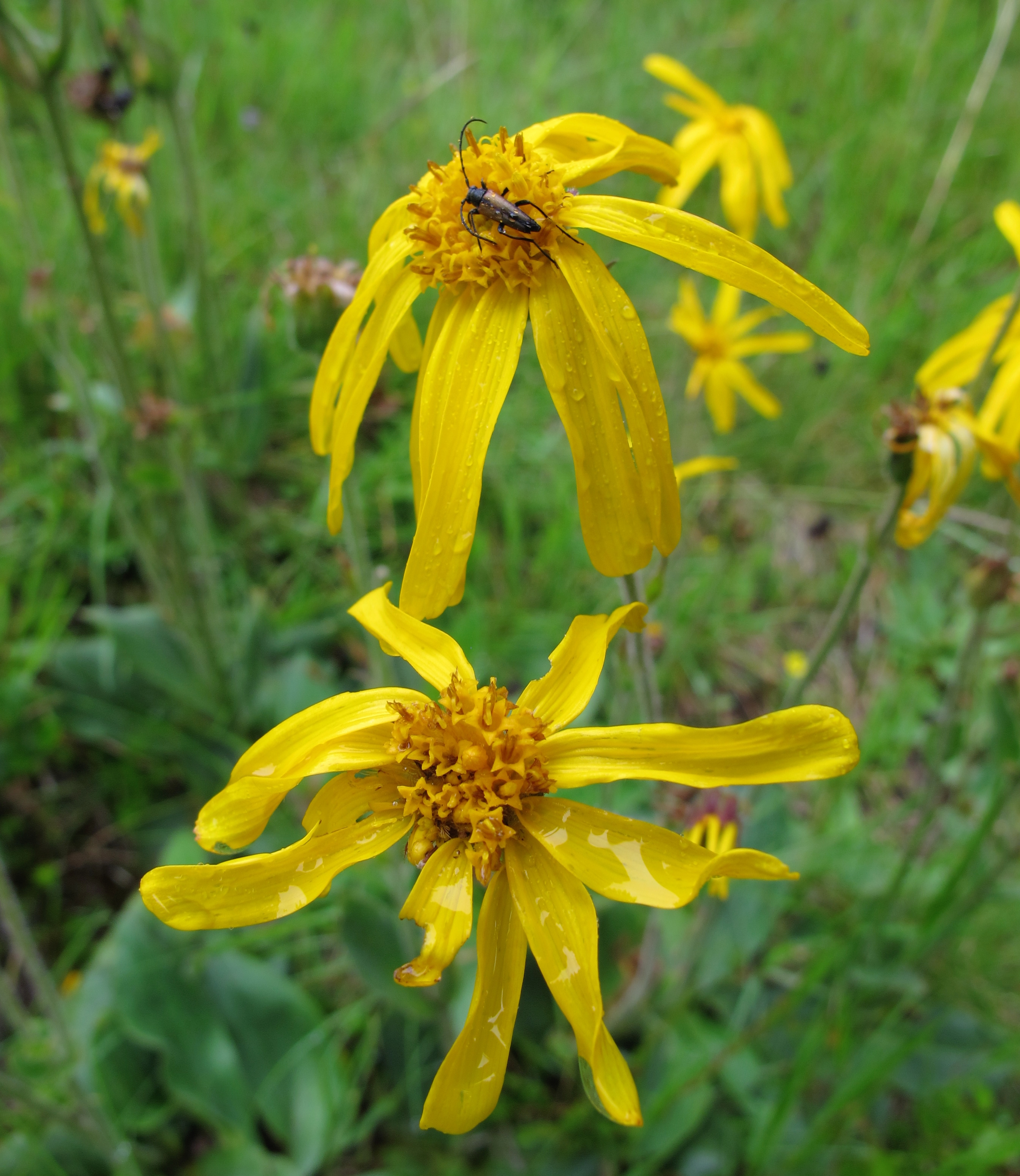
Prha arnika
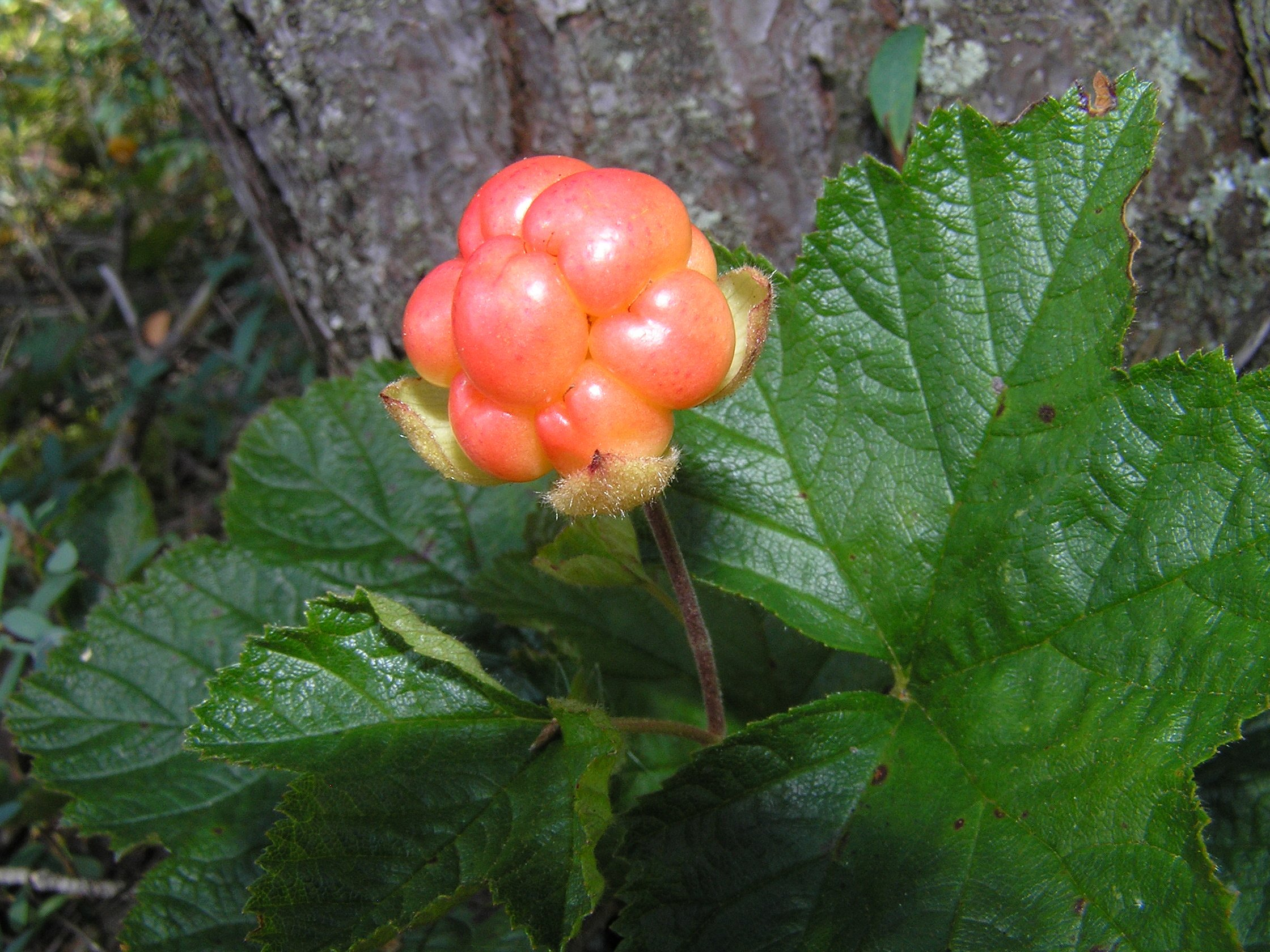
Plod ostružiníku morušky

### Fauna
Na bohatá rostlinná společenstva jsou vázány i rozmanité druhy živočichů. Živočišná společenstva se zformovala během poslední doby ledové a následujícího příznivějšího období (zvaného holocén). V nižších polohách jsou zastoupeny druhy eurosibiřské fauny a s rostoucí nadmořskou výškou přibývají horské druhy. Je zde několik druhů bezobratlých, kteří zde zastupují glaciální relikty – je to např. slíďák ostnonohý, vrkoč severní, jepice horská, střevlík Nebria gyllenhali, vážky Somatochlora alpestris a Aeschna coerulea. Z obratlovců byly v Krkonoších pozorovány druhy jako kos horský severoevropský, slavík modráček tundrový, kulík hnědý, čečetka zimní a nejrozšířenějším hlodavcem je hraboš mokřadní. Za endemický druh Krkonoš lze považovat pouze jepici krkonošskou (Rhithrogena corcontica) a dva poddruhy i jinde se vyskytujících živočichů – motýla huňatce žlutopásého (Torula quadriaria sudetica) a plže vřetenovku krkonošskou (Cochlodina dubiosa corcontica).

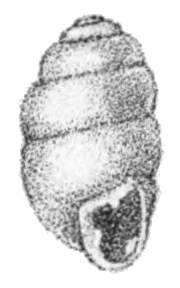
Schránka vrkoče severního
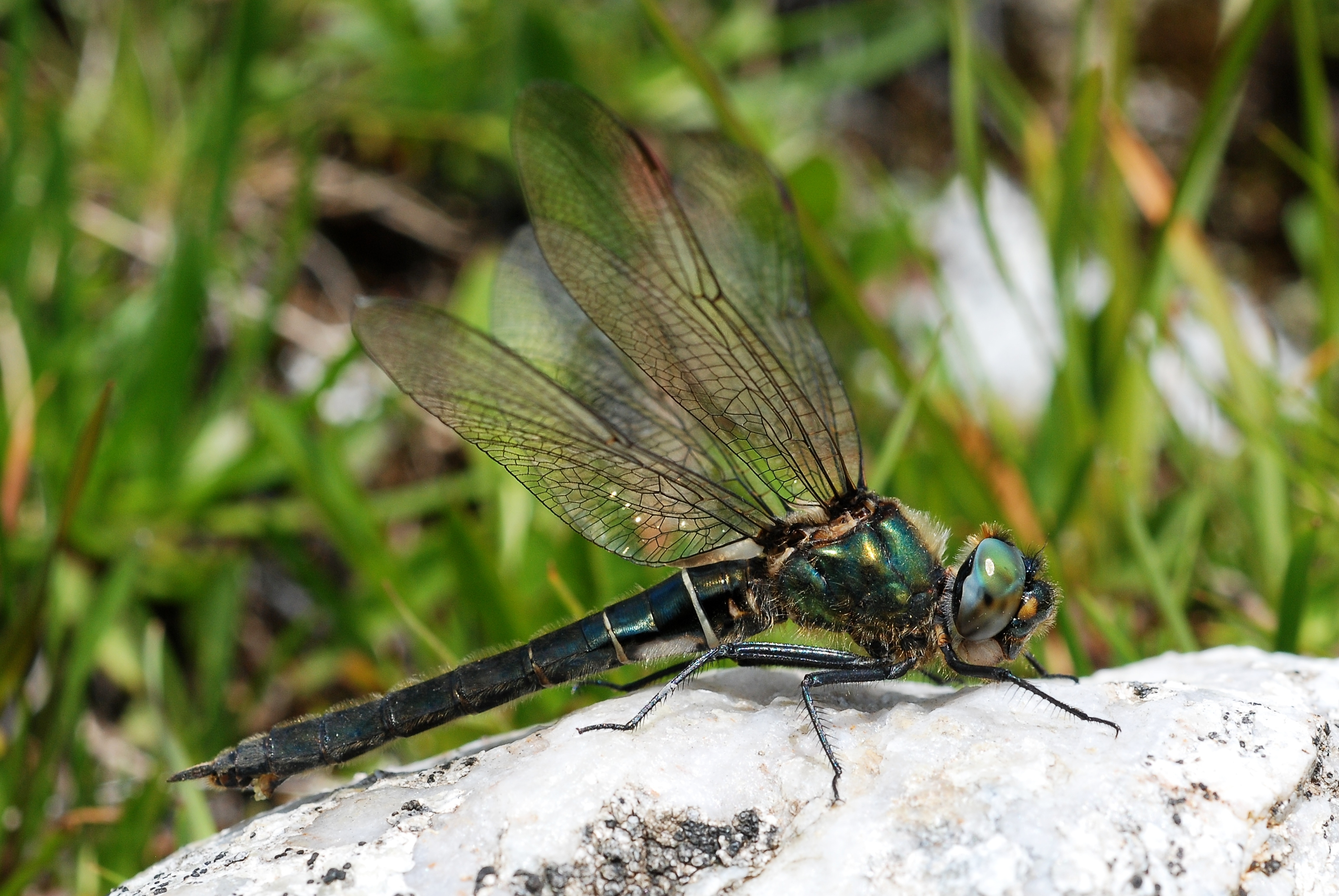
Vážka lesklice horská
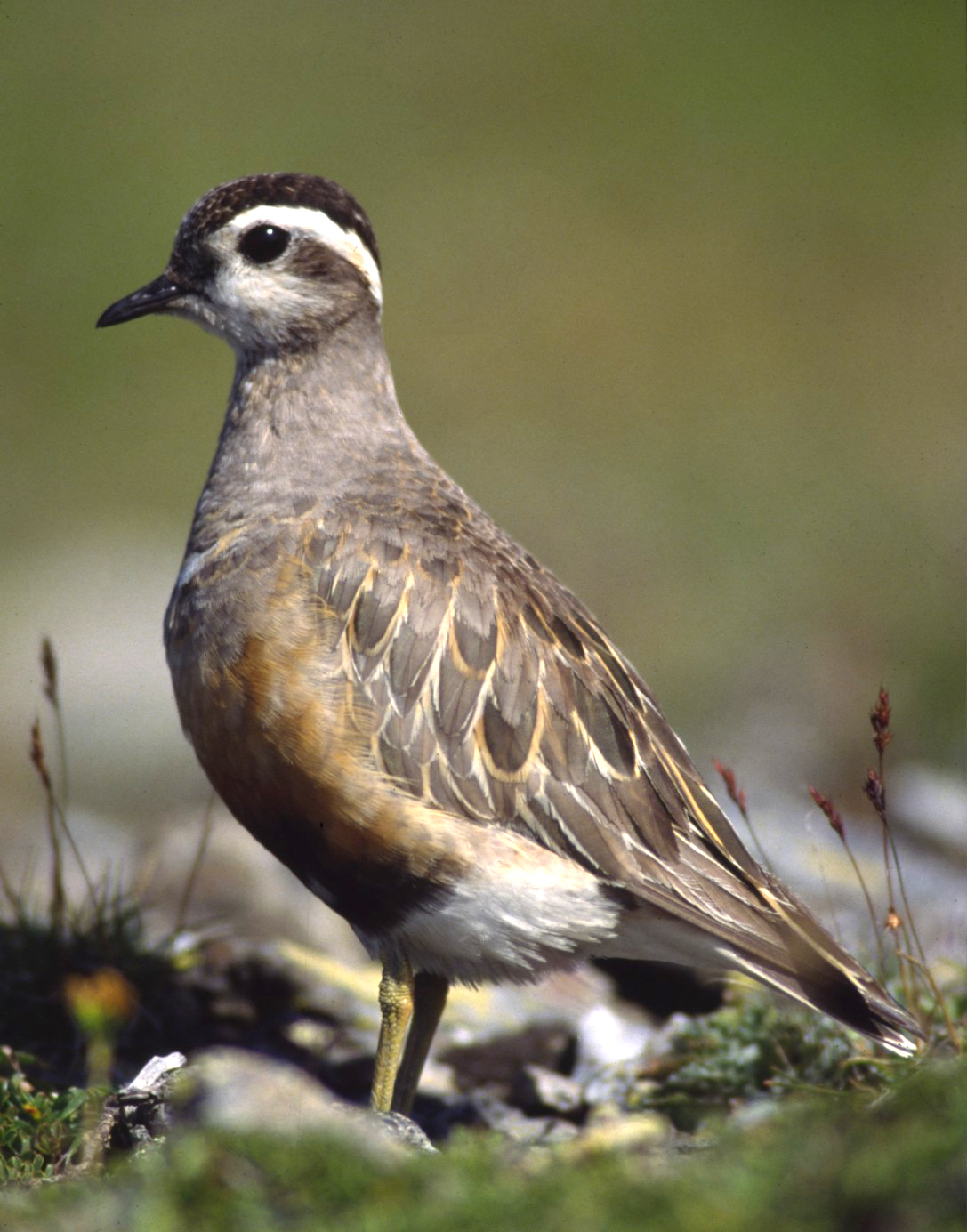
Samec kulíka hnědého
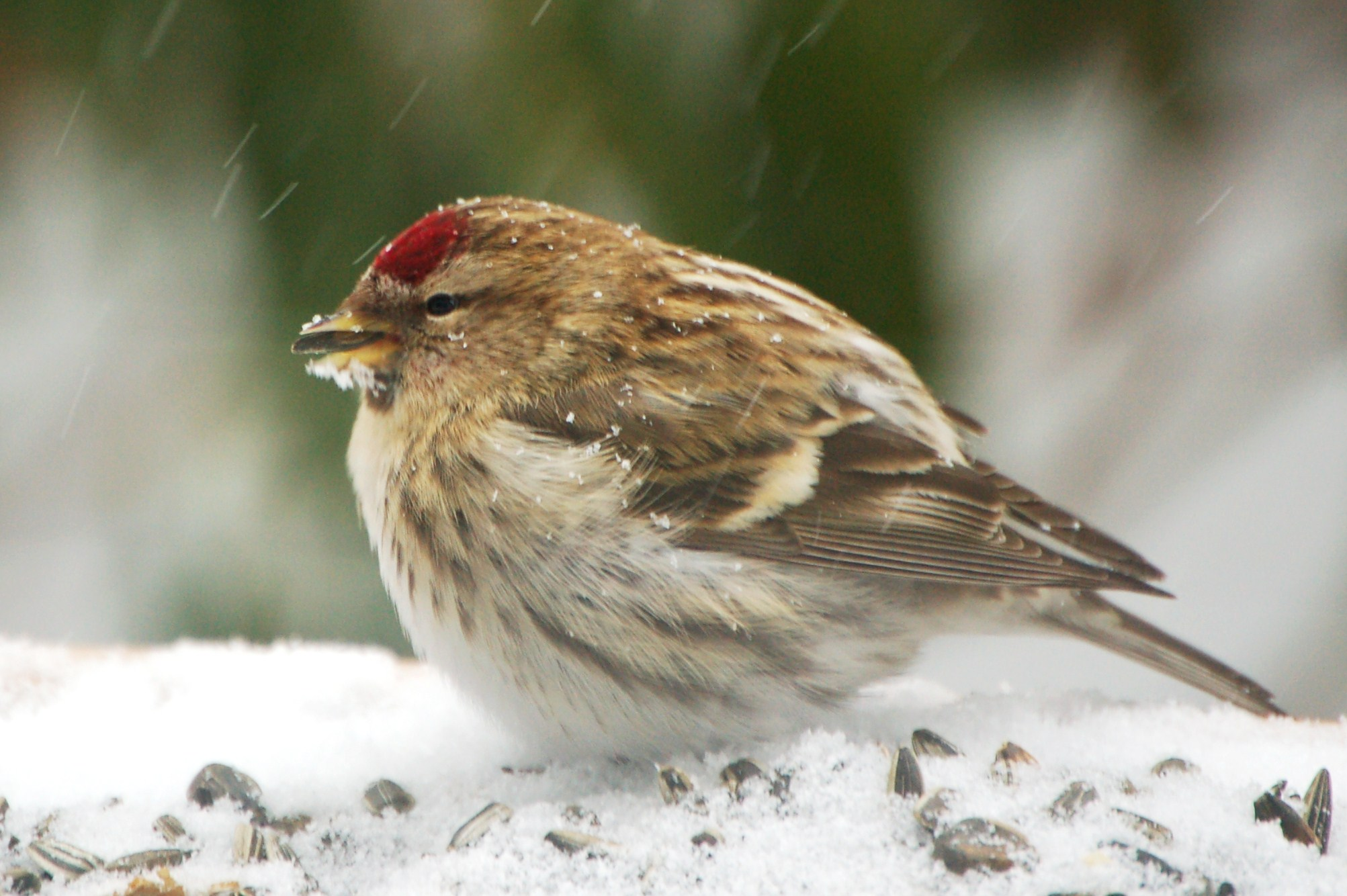
Čečetka zimní
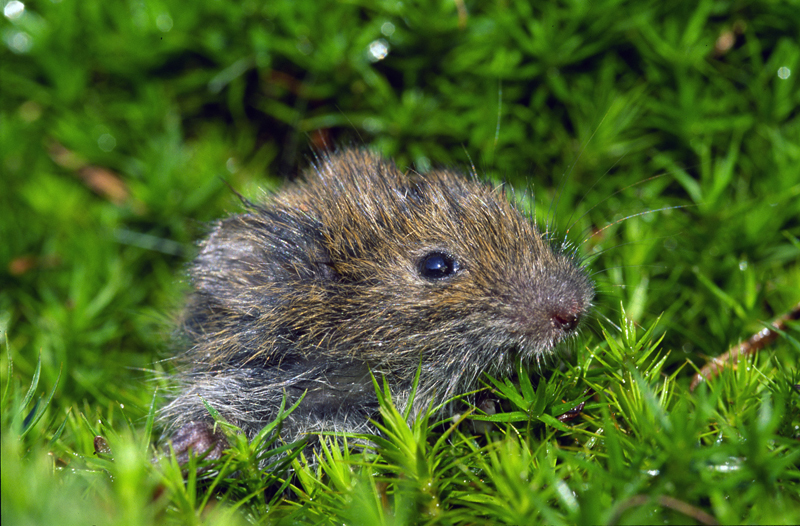
Hraboš mokřadní
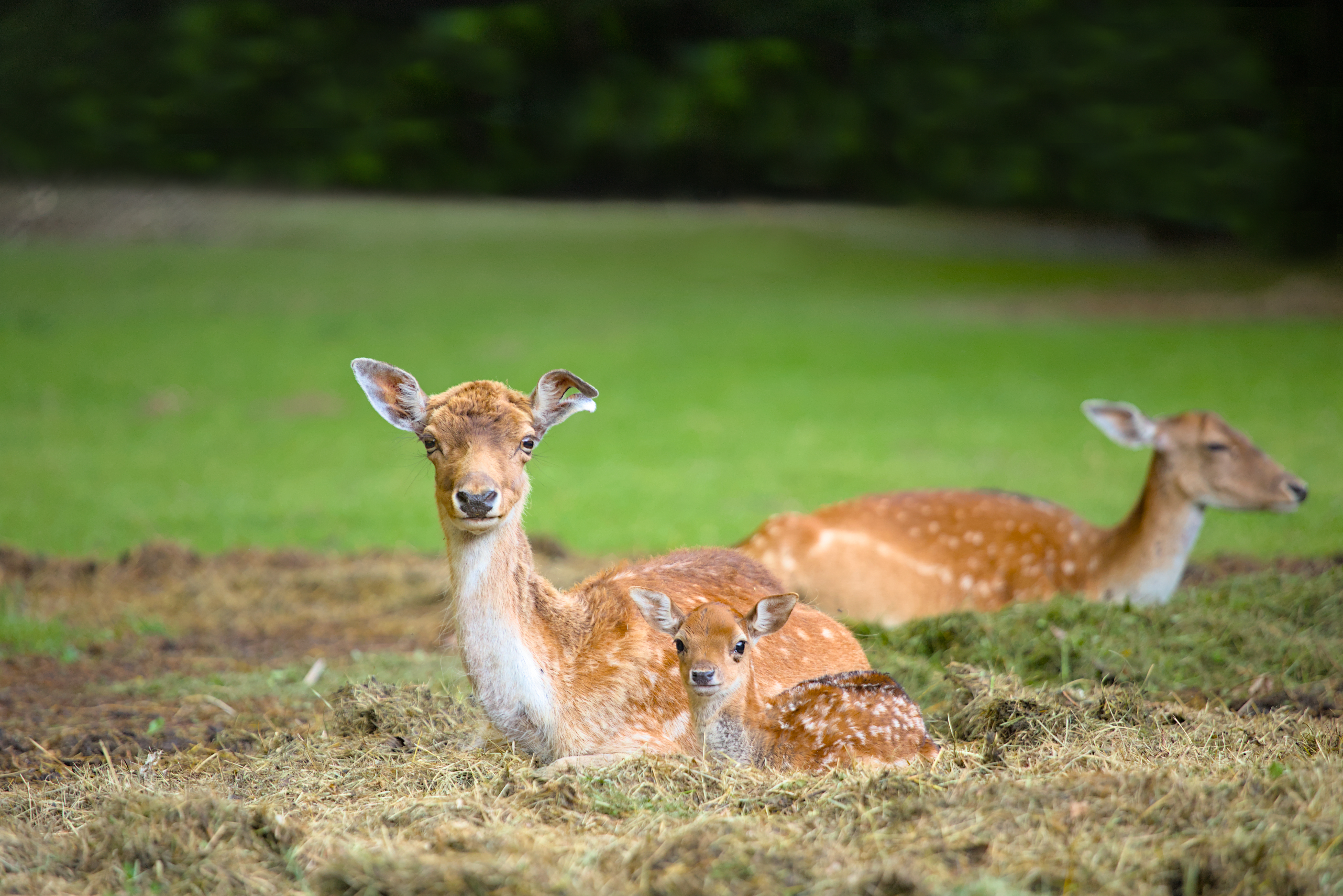
Samice daňka evropského s mládětem

## Turistika
Krkonoše jsou nejvyšší a nejvíce navštěvované české hory. Mezi tradiční výletní cíle patří Sněžka, pramen Labe, Pančavský, Labský a Mumlavský vodopád, naučná stezka Černohorským rašeliništěm, nádherné údolí Obří důl, prastarý Dvorský les nebo Luční bouda. Cílem turistů je např. rozhledna Štěpánka na pomezí Krkonoš a Jizerských hor.
V roce 2022 do Krkonošského národního parku zavítal rekordní počet turistů. Krkonoše zaznamenaly více než 12,1 milionu návštěv, což je o 250.000 více než v dosud rekordním roce 2018. Vyplývá to z dat anonymizovaných údajů o pohybu uživatelů služeb mobilních operátorů a dat automatických sčítačů na hranici klidových území Krkonošského národního parku.
Masová turistika s sebou přináší i negativa. Podle vedení parku turisté často na místě zanechávají mnoho odpadků, jejichž odstraňovaní je velice nákladné. Turisté často porušují pravidla parku a vstupují v klidových územích mimo vyznačené cesty. V některých oblastech parku, například na vrcholu Sněžky, byly umístěny dodatečné bariéry mající za úkol zamezit neoprávnému vstupu neukázněných návštěvníků mimo oficiální trasy pohybu.